# Ökoprofit

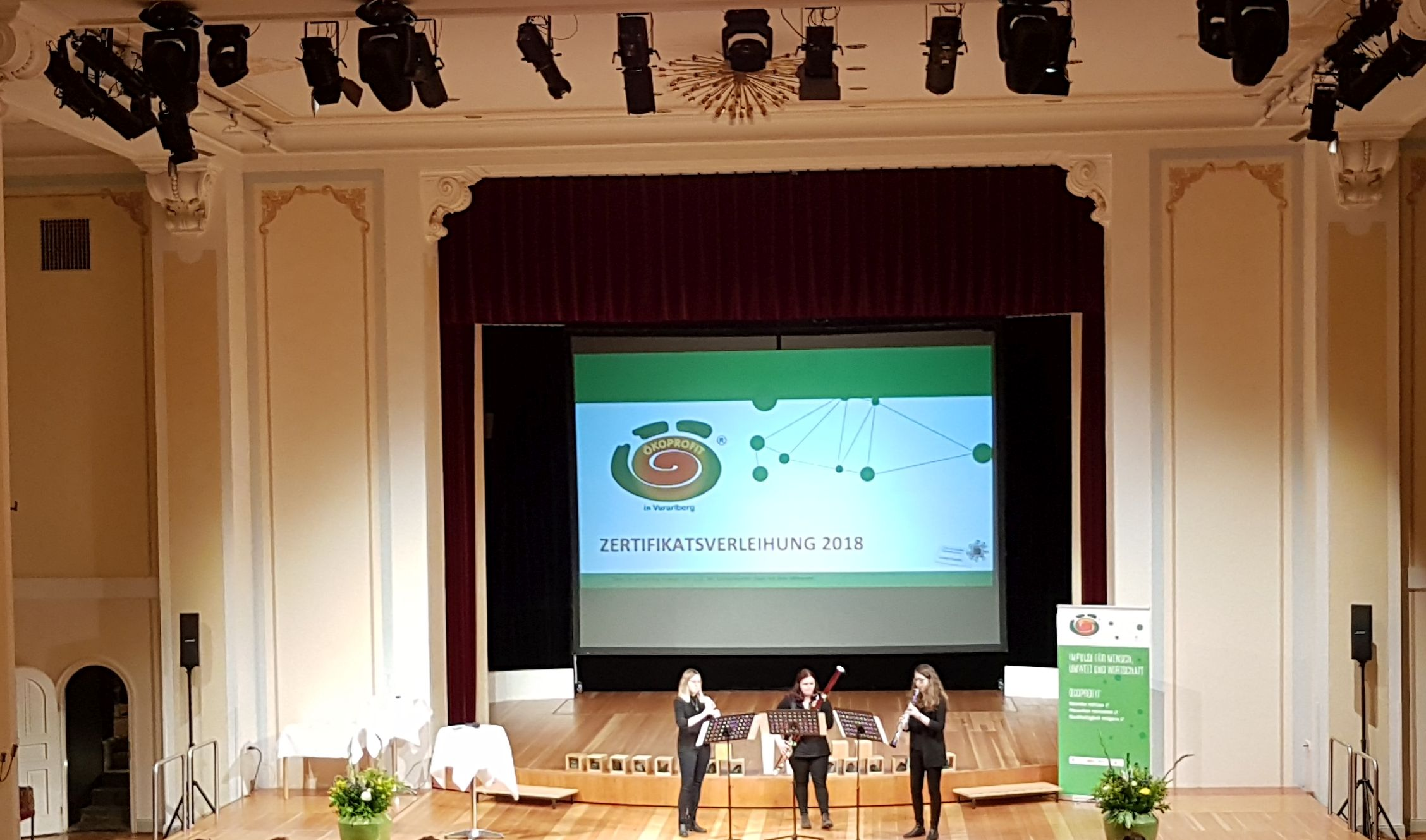
Ökoprofit Zertifikatsverleihung 2018 in Feldkirch, Vorarlberg (Österreich). Im Hintergrund das Ökoprofit-Logo.

Ökoprofit (offizielle Schreibweise ÖKOPROFIT in Großbuchstaben, vollständig Ökologisches Projekt Für Integrierte Umwelt-Technik) ist ein Kooperationsprojekt zwischen Kommunen und der örtlichen Wirtschaft mit dem Ziel der Betriebskostensenkung unter gleichzeitiger Schonung der natürlichen Ressourcen (u. a. Wasser, Energie). Dabei sind produzierende Unternehmen, Dienstleister und Sozialeinrichtungen wie auch Handwerker gleichermaßen angesprochen.

## Prinzipien
Wichtige Bausteine des Konzeptes sind gemeinsame Workshops der teilnehmenden Betriebe, in denen die Inhalte von Cleaner Production vermittelt werden und Vorortberatungen durch Ökoprofit-Berater. Nach ca. einjähriger Projektdauer werden die Betriebe anhand eines Kriterienkatalogs (Vorlage eines Abfallwirtschaftskonzeptes, erfolgreiche Umsetzung von Maßnahmen, ambitioniertes Umweltprogramm, Umweltpolitik, Umweltteam, Verwendung von Kennzahlen etc.) geprüft und von der Stadt für ihre Leistungen ausgezeichnet. Zahlreiche Betriebe vervollständigen nach der Teilnahme an einem Ökoprofit-Basisprogramm ihr Umweltmanagementsystem normgerecht und lassen sich nach ISO 14001 zertifizieren.
Anders als bei anderen nur auf den Einzelbetrieb ausgerichteten Umweltmanagementansätzen zielt Ökoprofit auf die Bildung eines lokalen Netzwerks zum Umweltschutz ab. Nach einem Jahr im Basisprogramm treten viele Betriebe einem Club bei, in dem sie in regelmäßigen Workshops über neue Entwicklungen im Umweltrecht und in relevanten organisatorischen und technischen Neuheiten informiert werden.

## Verbreitung
Das Projekt wurde Anfang der 1990er Jahre in Graz (Österreich) von der Stadt Graz, vertreten durch das Grazer Umweltamt, und der Arbeitsgruppe STENUM am Institut für Grundlagen der Verfahrenstechnik der TU Graz, entwickelt. Das ursprünglich österreichische Projekt verbreitete sich auch international. Dafür und für die Lizenzierung ist die CPC Envisions verantwortlich.
Zu den Hochburgen in Österreich gehören, neben Graz und der Steiermark, das Bundesland Vorarlberg mit über 150 Betrieben im Ökoprofit Club. Graz und die Steiermark weisen zusammen über 250 Betrieben als Ökoprofit-Teilnehmerunternehmen auf.
Auch international wird dieser Ansatz zur gruppenweisen Umsetzung von vorsorgendem Umweltschutz angenommen: In Deutschland haben über 4000 Betriebe an Ökoprofitprojekten teilgenommen. Allein in Hamburg sind bis 2021 mehr als 350 Betriebe zertifiziert worden, davon haben sich mehr als 70 Betriebe im Hamburger Ökoprofit-Club zu einem aktiven Netzwerk zusammengeschlossen.
In Nordrhein-Westfalen haben sich bis Juli 2021 ca. 3000 Betriebe an diesem Projekt beteiligt.
In NRW werden pro Jahr 40.400 Tonnen Abfall,
3,1 Mio. m3 Wasser bzw. Abwasser,
545 Mio. kWh Strom,
186.000 t CO2 und rund 50.000.000 € Betriebskosten eingespart. Die Investitionen für diese Einsparmaßnahmen belaufen sich auf 141.000.000 € und amortisieren sich bereits nach drei Jahren.
Zu den beteiligten Kommunen gehören in Nordrhein-Westfalen u. a. die Städte Aachen, Dortmund, Düsseldorf, Hamm, Bielefeld und Münster sowie viele Kreise. Allein in diesem Bundesland haben sich viele Betriebe an Ökoprofit beteiligt und lokale Vernetzungsstrukturen gebildet.
Ökoprofit wird bzw. wurde international von Städten und Regionen in Italien (Südtirol, Modena), in Slowenien (Ljubljana und Maribor), in Ungarn (Pécs), in Albanien, in der Schweiz (Kanton Zürich), in Indien (Gurgaon, Hyderabad), Kolumbien (Bucaramanga, Medellin), Korea (Incheon, Busan; Daegu), China (Panzhihua), in Nicaragua und auf den Philippinen als Modell der Kooperation der Kommune mit regionalen Betrieben angewendet.